# آغزی‌بویوک (یورغیر)
آغزی‌بویوک (به ترکی استانبولی: Ağzıbüyük) یک منطقهٔ مسکونی در ترکیه است که در یورغیر واقع شده‌است.